# Agnès Evren
Agnès Evren (ur. 27 grudnia 1970 w Paryżu) – francuska polityk i samorządowiec, wiceprzewodnicząca rady regionalnej Île-de-France, posłanka do Parlamentu Europejskiego IX kadencji, senator.

## Życiorys
Kształciła się na Université Panthéon-Sorbonne, gdzie uzyskała dyplomy w zakresie nauk politycznych (1993) oraz komunikacji politycznej i społecznej (1996). Zaangażowana w działalność polityczną w ramach francuskiej centroprawicy – dołączyła do Unii na rzecz Ruchu Ludowego, przekształconej później w partię Republikanie. W latach 1996–2002 była współpracowniczką deputowanego Jeana-Michela Dubernarda. W 2001 została radną 15. dzielnicy Paryża, objęła wówczas stanowisko zastępczyni mera, które zajmowała przez dwie kadencje do 2014. Początkowo odpowiadała za rady sąsiedzkie, następnie za szkolnictwo średnie i wyższe.
W 2002 minister Luc Ferry powołał ją na dyrektora swojego gabinetu, którym była do 2004. Później prowadziła własną działalność gospodarczą w ramach przedsiębiorstwa konsultingowego. Od 2008 ponownie zatrudniona w administracji rządowej, współpracowała z ministrami Xavierem Darcosem i François Baroinem. W 2013 została jednym z sekretarzy krajowych UMP i członkinią biura politycznego partii. W 2014 należała do najbliższych współpracowników Nathalie Kosciusko-Morizet w kampanii samorządowej w Paryżu. W tym samym roku zasiadła w paryskiej radzie miejskiej.
W 2015 wybrana do rady regionalnej Île-de-France, objęła funkcję zastępczyni Valérie Pécresse do spraw kultury. W 2018 stanęła na czele paryskich struktur swojego ugrupowania. W 2019 otrzymała drugie miejsce na liście krajowej Republikanów w wyborach europejskich. W wyniku głosowania z maja tegoż roku uzyskała mandat europosłanki IX kadencji.
W 2023 została wybrana w skład Senatu z Paryża.